# 九州看護福祉大学
九州看護福祉大学（きゅうしゅうかんごふくしだいがく、英語: Kyushu University of Nursing and Social Welfare、公用語表記: 九州看護福祉大学）は、熊本県玉名市富尾888に本部を置く日本の私立大学。1998年創立、1999年大学設置。大学の略称は九看大、KNS。

## 概要
熊本県や、玉名市をはじめとする2市10町の財政支援と、そして多くの方々の長い運動が実を結んで誕生した公設民営大学である。

## 沿革
- 1998年 設立（看護福祉学部看護学科、社会福祉学科）
- 2003年 大学院修士課程開設（看護福祉学研究科看護学専攻）
- 2004年 社会福祉学科に介護福祉士コースが新設
- 2005年 大学院修士課程に精神保健学専攻開設。看護学科に助産師養成課程開設
- 2006年 リハビリテーション学科開設
- 2010年 鍼灸スポーツ学科、口腔保健学科開設
- 2014年 大学院修士課程に健康支援科学専攻開設
- 2015年 助産学専攻科開設
- 2017年 創立20周年記念式典を開催

## 学部・学科
- 看護福祉学部
  - 看護学科
  - 社会福祉学科
  - リハビリテーション学科
  - 鍼灸スポーツ学科
  - 口腔保健学科

## 大学院
- 看護福祉学研究科
  - 看護学専攻
  - 精神保健学専攻
  - 健康支援科学専攻

## 専攻科
- 助産学専攻科

## 理事
- 理事長 - 田崎龍一

## 最寄り駅
- JR九州鹿児島本線玉名駅より産交バスで8分
- 九州新幹線新玉名駅より産交バスで8分

## 対外関係
国内・学術交流等協定校
学術交流協定校
- アメリカ合衆国
  - アイオア・ウエスタン・コミュニティ・カレッジ（英語版）（アイオワ州・ページ郡・クラリンダ市）

- 韓国
  - 又石大学校（朝鮮語版）（完州郡）